# Jacques Guilhem (homme politique)
 (février 2024).
Pour les articles homonymes, voir Jacques Guilhem.
Jacques Guilhem est un homme politique et responsable agricole français né le 22 septembre 1874 à Saint-Michel-de-Lanès (Aude) et mort le 20 février 1951 à Toulouse.

## Biographie
Médecin, Jacques Guilhem s'intéresse très tôt à la politique et à l'agriculture. Dès 1900, il est élu maire de Saint-Michel-de-Lanès, et en 1907, il est conseiller général du Canton de Salles-sur-l'Hers.
Il crée la coopérative des silos de Castelnaudary. Membre créateur de la chambre d'agriculture de l'Aude en 1927, il en est président en 1932. Il siège également dans des instances nationales comme l'office national agricole ou l'office du blé.
Sénateur radical de l'Aude de 1937 à 1940, il vote les pleins pouvoirs au maréchal Pétain et se retire de la vie politique.

## Source
- « Jacques Guilhem (homme politique) », dans le Dictionnaire des parlementaires français (1889-1940), sous la direction de Jean Jolly, PUF, 1960 [détail de l’édition]
- Dictionnaire biographique Les Audois, édité par l'Association des Amis des Archives de l'Aude, la Fédération Audoise des œuvres laïques et la Société d'études scientifiques de l'Aude. 1990  (ISBN 2-906442-07-0)